# Маріус Васіле Козмюк
Маріус Васіле Козмюк (рум. Ciprian Tudosă, нар. 7 вересня 1992) — румунський веслувальник, срібний призер Олімпійських ігор 2020 року, чемпіон світу та Європи.

## Виступи на Олімпіадах
| Олімпіада           | Дисципліна | Місце |
| ------------------- | ---------- | ----- |
| Лондон 2012         | четвірки   | 12    |
| Ріо-де-Жанейро 2016 | четвірки   | 13    |
| Токіо 2020          | двійки     | 2     |
| Париж 2024          | вісімки    | 5     |

## Зовнішні посилання
- Маріус Васіле Козмюк — олімпійська статистика на сайті Sports-Reference.com (англ.) (архівна версія)
- Маріус Васіле Козмюк [Архівовано 13 травня 2021 у Wayback Machine.] на сайті FISA.